# Bruno Nievas Soriano
Bruno Nievas Almería en 1973, es un médico pediatra y escritor

## Como médico
Bruno Nievas es pediatra de profesión. Estudió medicina en Granada y se formó como pediatra en Madrid, donde trabajó 6 años en el Hospital Clínico San Carlos. Posteriormente volvió a su ciudad natal, Almería, donde ejerce en la actualidad.

## Como escritor
Bruno Nievas ha vivido unido a un teclado desde los diez años, cuando sus padres le regalaron el 'ZX Spectrum'. Hace dos años, de vuelta en su tierra y navegando por la red, descubrió un programa para Mac que le ayudaría a lograr uno de sus sueños: escribir su primera novela, 'Realidad Aumentada'. Tras colgarla gratis, logró 42.000 descargas y cosechó excelentes críticas en la red.

### Narrativa
- Lo que el hielo atrapa (Ediciones B, 2012).[2]
- Holocausto Manhattan (Ediciones B, 2012).[3]
- Realidad Aumentada (Ediciones B, 2012).[4]